# Teorija akcije (v psihologiji dela in organizacije)
Teorija akcije sodi med teorije motivacije v psihologiji dela in organizacije in izhaja iz nemško govorečega področja. Njena glavna enota analize je akcija, ki je opredeljena kot ciljno usmerjeno vedenje., Je splošna teorija delovnega vedenja in primerna za aplikacijo. Sodi med kognitivne teorije in se navezuje na vedenje ter je informacijsko procesna teorija, ki se nanaša na objektivno delovno okolje in objektivne rezultate dela.

## Temeljne komponente teorije akcije
Pri razumevanju ciljno usmerjenega vedenja ljudi se teorija usmerja na zaporedje, strukturo in osredotočenost akcije.

### Zaporedje akcijskega procesa
Zaporedje zajema šest korakov:
1. Postavljanje ciljev in odločanje med konfliktnimi cilji.
Slednji so v teoriji akcije najpomembnejši koncept, ki združuje motivacijske in spoznavne strukture.
2. Orientacija v (delovnem) okolju, ki vključuje napoved prihodnjih dogodkov in odzivanje na relevantne znake iz okolja.
3. Načrtovanje, ki povečuje verjetnost, da bodo ljudje za dosego zastavljenega cilja vložili več truda v izvajanje naloge. Teorija akcije načrt označuje kot program akcije, ki zajema široko področje od ideje za izvedbo naloge do končne izvedbe.
4. Izbor določenega načrta med vsemi možnimi načrti je vključen v proces odločanja.
5. Izvedba in nadzor načrta. V tem koraku se posameznik osredotoča na hitrost izvedbe naloge, fleksibilnost pri opravljanju zadolžitve in usklajenost med načrti.
6. Povratne informacije so sporočila, ki jih posameznik interpretira v povezavi z akcijo in lahko zajemajo notranje telesne občutke, čustvene odzive sodelavcev, povišanje plačila ali neposredno besedno povratno informacijo. Teorija izpostavlja večjo učinkovitost negativne povratne informacije, saj naj bi ta posameznika opozarjala, da zastavljenega cilja ni dosegel.

### Akcijska struktura
Akcijska struktura zajema razumevanje nivoja uravnavanja vedenja. Za doseganje višjih ciljev in učinkovito akcijo mora biti ta hierarhično organizirana., Višji nivoji regulacije vedenja so zavestni, miselno orientirani in splošni, medtem ko je akcija na nižjih nivojih rutinska in specifična za določene vrste vedenja.
Teorija predpostavlja štiri nivoje uravnavanja vedenja:
- Uravnavanje veščin je najnižji nivo regulacije vedenja, saj zajema uravnavanje avtomatiziranih situacijsko specifičnih veščin in ni zavestno.[3] Delovanje na tem področju ni usmerjeno na samostojne cilje.[1]

- Nivo fleksibilnih akcijskih vzorcev zajema dobro izurjene shematične vedenjske vzorce. Delovanje je bodisi dostopno zavesti ali pa ne. Osredotočeno je na doseganje podciljev.[1] Na tem nivoju je pomembno prepoznavanje znakov iz okolja.

- Intelektualni ali zavestni nivo je na nalogo usmerjen nivo uravnavanja vedenja in vključuje zavestno regulacijo akcije.[3] Delovanje na tem nivoju je običajno počasnejše, saj procesiranje informacij poteka zaporedno. Usmerjeno je na doseganje ciljev.[1]

- Nivo metakognitivnih hevristik zajema posameznikovo razumevanje lastne uporabe akcijskih strategij in je v vsakdanjem življenju najpogostejši.[3] Uporaba hevristik je lahko zavestna ali avtomatizirana.  Delovanje na tem nivoju je namenjeno doseganju standardov ali meta-ciljev.[1]

### Osredotočenost akcije
Akcija je lahko osredotočena na nalogo, socialni kontekst naloge ali osebo. Podobno kot teorija predstavlja akcijsko strukturo v zvezi z nalogo, se lahko enako strukturo prilagodi tudi socialnemu kontekstu, pri čemer je treba upoštevati odzivanje drugih ljudi. Osredotočenost na osebo zajema samoregulacijo vedenja in samoučinkovitost.

## Raziskave
Rezultati kvazieksperimentalne študije, v kateri so primerjali poklicno samoregulacijo pisarniških delavcev v kontrolni skupini in v skupini, kjer so uporabili intervence, temelječe na principih teorije akcije, so pokazali povečanje zadovoljstva na delovnem mestu v skupini z uporabljenimi intervencami. Slednje so zajemale postavljanje kariernih ciljev za obdobje petih let, izdelavo načrta, zbiranje povratnih informacij in samospremljanje.
Pomen načrtovanja je razviden tudi iz rezultatov raziskave opravljene na študentih inženirskega oblikovanja. Študenti v kontrolni skupini so v računalniškem programu izdelovali tridimenzionalni načrt izdelka, druga skupina študentov pa je morala pred izdelavo računalniškega načrta izdelek ročno skicirati. Izkazalo se je, da so študentje v skupini, v kateri so izdelek predhodno skicirali, za izdelavo računalniškega načrta potrebovali manj izvedbenih korakov, ki so jih tudi manjkrat ponovili. Manj časa sta jim vzela tudi testiranje in popravljanje načrta.

## Aplikacija teorije
Teorija je na področju organizacijske psihologije uporabna za razumevanje napak v delovnem procesu, značilnosti nalog in načrtovanja dela ter razumevanja povezave med delom in osebnostjo ter kompetencami in urjenjem.
Zaradi sistematičnega pristopa k reševanju zastavljenih delovnih problemov in razgradnje nalog na podcilje je teorija uporabna na področju programiranja.

## Kritika teorije
Kritiki teoriji očitajo pretirano racionalnost. Po njihovem mnenju zapostavlja dinamične in čustvene procese. Kot drugo pomanjkljivost izpostavljajo njeno utemeljenost na opazovanjih vedenja v laboratorijih, ki veljajo za umetna okolja. Teorija akcije po mnenju kritikov zanemarja vsebino motivacije, saj se osredotoča predvsem na proces.